# M/S Allure of the Seas
M/S Allure of the Seas är tillsammans med systerfartyget M/S Oasis of the Seas ett av världens största kryssningsfartyg, dock är Harmony of the Seas 2 m större. Ägarna räknar båda fartygen som bland de största. Hon togs i bruk av Royal Caribbean den 2 december 2010. Fartyget byggdes vid STX Europe Åbovarvet i Finland. Den högsta segelfria höjden ut ur Östersjön är 65 meter och går under Stora Bältbron. Fartygets höjd är 75 meter vid normal drift, för att kunna komma under den segelfria höjden konstruerades fartyget med teleskopiska skorstenar som kan sänkas ned. Ombord hittar man allt från karuseller och linbanor till parker med restauranger.

## Historia
- Beställd februari 2006.
- Påbörjad den 2 december 2008.
- Sjösatt den 20 november 2009.
- Lämnade varvet den 29 oktober 2010 på morgonen.
- Den 30 oktober 2010 kl. 16.17: Passerar Stora Bältbron med någon centimeters marginal under brons officiella segelfria höjd.[2]
- Ankommer hemmahamnen Fort Lauderdale den 11 november 2010 kl. 15.00.
- Döpt den 28 november 2010 av gudmodern från filmen Shrek: Prinsessan Fiona.
- Jungfrutur den 2 december 2010.

## Om fartyget
M/S Allure of the Seas erbjuder passagerarna bekvämligheter så som två-vånings loftsviter och lyxsviter som mäter 150 m2 med balkonger med överblick mot havet. Fartyget är uppbyggt kring flera temaområden, däribland Central Park, Boardwalk och Royal Promenade. Skeppet erbjuder bland annat:
- En trevåningars huvudrestaurang för 2500 personer
- 12 restauranger totalt
- En bar som färdas upp och ned mellan tre olika däck
- En teater för 1800 personer
- Amfiteater
- Skridsko/ishockeybana
- Casino
- Linbana
- Två surfningssimulatorer
- Två klätterväggar
- Minigolfbana
- Fyra simbassänger,
- 16 bubbelpooler
- Volleyboll- och basketbanor